# Giuseppe Lamonica
Giuseppe Lamonica (Villa San Giovanni, 11 febbraio 1935) è uno scacchista italiano.

## Biografia
Docente di biochimica applicata all'Università di Messina. Arbitro regionale nel 1978, candidato nazionale nel 1980, nazionale nel 1981 e internazionale nel 1987. Oltre a numerosi festival ha diretto i Giochi del Mediterraneo di Mazara del Vallo e il campionato del mondo Active Chess di Mazatlan nel Messico del 1988, vinto da Anatolij Karpov. 
Dal 1996 al 2003 ha fatto parte del consiglio direttivo della Federazione Scacchistica Italiana con il ruolo di vicepresidente. Subentrò ad Alvise Zichichi come presidente pro-tempore dalla fine del 2002 alle elezioni del 18 maggio 2003.
Attualmente è componente della commissione etica e della commissione Rapporti con la FIDE/ECU della FSI.